# Poggio Catino
Poggio Catino – miejscowość i gmina we Włoszech, w regionie Lacjum, w prowincji Rieti.
Według danych na rok 2004 gminę zamieszkiwało 1220 osób, 81,3 os./km².